# Greencastle (Irlandia)

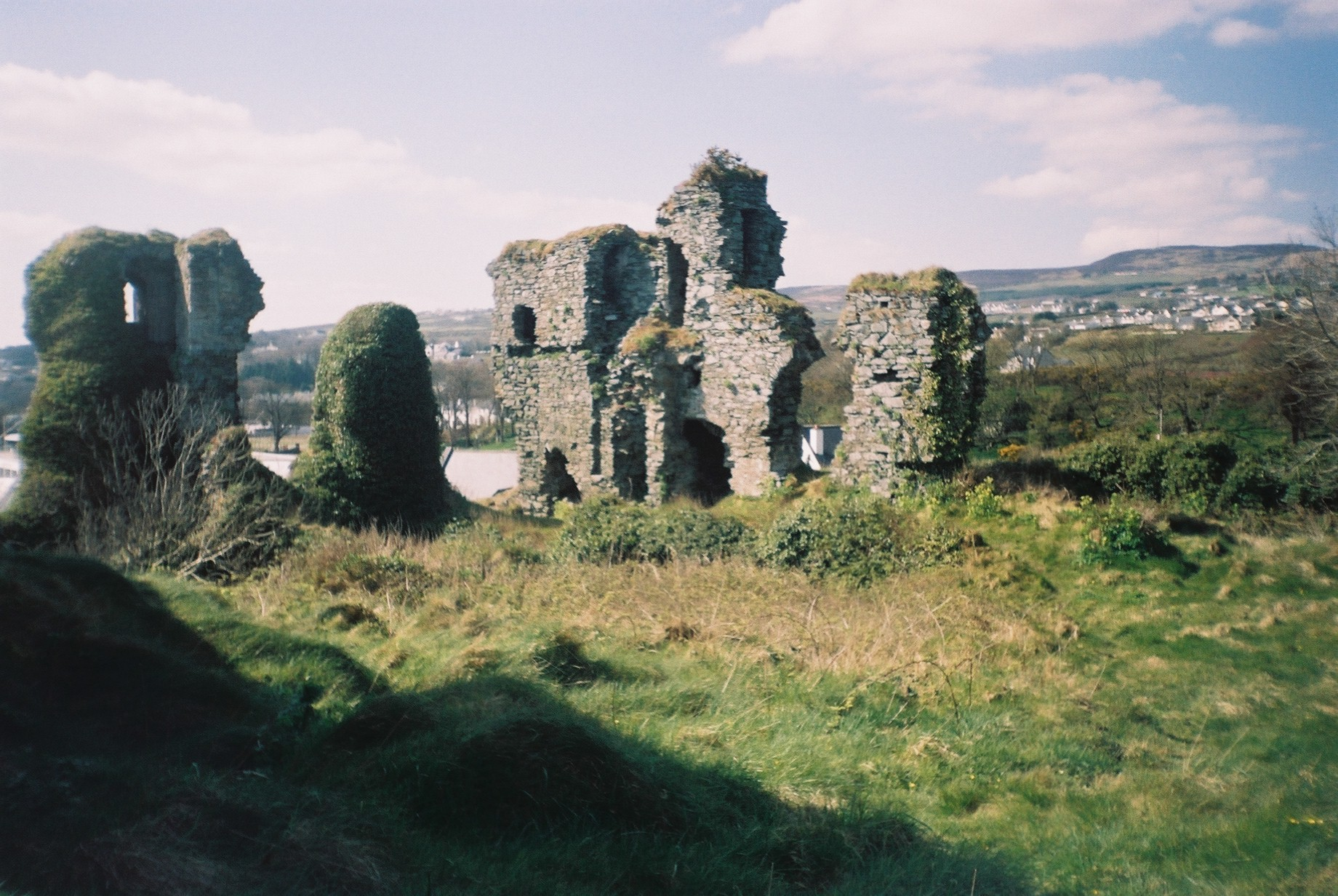
Ruiny zamku w Greencastle

Greencastle (irl. An Caisleán Nua) – miejscowość w Irlandii nad zatoką Lough Foyle, w hrabstwie Donegal, pierwotnie wioska rybacka u stóp średniowiecznego zamku. Współcześnie część ludności wciąż trudni się rybołówstwem. Od niedawna działa tu przeprawa promowa do położonej po drugiej stronie zatoki miasteczka Magilligan w Irlandii Północnej. W porcie działa też niewielkie Muzeum Morskie i planetarium.

## Zamek w Greencastle
Na obrzeżach miasteczka znajdują się ruiny zamku, wzniesionego w 1305 roku przez Richarda de Burgo dla wzmocnienia anglo-normańskiej władzy w tym rejonie. Wkrótce zamek został zdobyty przez Edwarda Bruce'a ze Szkocji, który obwołał się królem Irlandii. Robert de Burgo wkrótce odzyskał posiadłość, jednak jego rodzina utraciła zamek już w 1333 roku, kiedy zamordowano wnuka pierwotnego właściciela - Williama de Burgo. W kolejnych stuleciach zamek był własnością klanu O'Dehrty. W XVI wieku został zdobyty i zniszczony przez wojska Calvagha O'Donnella i nigdy potem do końca nie podniósł się już z ruiny.
Bezpośrednio przy ruinach znajduje się brytyjski fort, wzniesiony około roku 1800 do obrony Irlandii przed napoleońskimi wojskami. Obecnie w jego wnętrzu mieści się bar i restauracja, oraz pensjonat.